# Assurantiebelasting
Assurantiebelasting (Nederlands) of verzekeringstaks (Vlaanderen) is een belasting die wordt geheven op verzekeringen. Het tarief is doorgaans vastgesteld op een bepaald percentage van de premie.
Alhoewel men al jaren gezamenlijk lid is van de EG en EU, kent elk land zijn eigen belastingsysteem voor verzekeringen. Voor verzekeringen in Nederland wordt het gros van die belasting afgedragen aan de staat. In andere landen wordt uit de assurantiebelasting de EHBO betaald of de kosten van brandweer. Door alle verschillende tarieven en regels tussen de verschillende landen is het haast ondoenlijk om risico's in het buitenland te verzekeren, anders dan op de assurantiebeurs.

Op het niet juist berekenen of niet in rekening brengen staan zware straffen.

## Nederland
In Nederland is de assurantiebelasting geregeld in de Wet op belastingen van rechtsverkeer. De belasting wordt geheven op de premie (inclusief poliskosten). Meestal wordt de assurantiebelasting geheven en afgedragen door de verzekeraar. Wordt een verzekering afgesloten op de assurantiebeurs, dan is het de plicht van de verzekeringsmakelaar deze belasting in rekening te brengen en af te dragen.
Een aantal verzekeringen is vrijgesteld van assurantiebelasting: 
- transportverzekeringen
- herverzekeringen
- verzekeringen die verband houden met dood, leven of welzijn  van de mens, zoals arbeidsongeschiktheidsverzekeringen, zorgverzekeringen en levensverzekeringen.

De assurantiebelasting is de afgelopen jaren fors gestegen: tot 1 maart 2008 bedroeg deze 7%, tot 1 maart 2011 bedroeg deze 7,5%, wat toen werd verhoogd naar 9,7%. Op 1 januari 2013 werd hij meer dan verdubbeld, naar 21%.

## België
In België geldt een ingewikkelder systeem. Voor brandverzekeringen wordt een tarief per soort gebouw (b.v. kantoor, opslagplaats of winkel etc.) berekend.
De heffing voor brandverzekeringen is 15,75%. Voor machines, elektronisch materiaal en kostbaarheden (sieraden en kunstvoorwerpen) bedraagt de verzekeringstaks 9,9%.
Voor vliegtuigverzekeringen met Belgische registratie is dit 9,25%

## Duitsland
De Duitse versicherungsteuer is een belasting van 19% (per 1 januari 2007, voorheen 16%) op de premies, tenzij een ander tarief geldt of een vrijstelling van toepassing is.
Afwijkend tarief: 
- Brandverzekeringen: 14% (een brandverzekering in Duitsland is, in tegenstelling tot Nederland, een verzekering die uitsluitend dekking biedt voor brand.)
- Opstalverzekering, voor zover brand meeverzekerd is: 17,75%
- Inboedelverzekering, voor zover brand meeverzekerd is: 18%
- Hagelverzekering: 0,2‰ van de verzekerde som.
- Zeeschipverzekering: 3%
- Ongevallenverzekering: 3,8%

Vrijgesteld zijn: 
- verzekeringen die verband houden met dood, leven of welzijn  van de mens, zoals arbeidsongeschiktheidsverzekeringen, ziektekostenverzekeringen en levensverzekeringen.